# Resolució 854 del Consell de Seguretat de les Nacions Unides
La Resolució 854 del Consell de Seguretat de les Nacions Unides fou adoptada per unanimitat el 6 d'agost de 1993. Després de recordar la Resolució 849 (1993), que es referia a un desplegament d'observadors militars si s'observés un alto el foc entre Abkhàzia i Geòrgia, el Consell va prendre nota que no s'havia signat un alto el foc i va aprovar un enviament de 10 observadors militars a la zona per observar la implementació de l'alto el foc.
El mandat de l'equip d'observadors militars expirarà al cap de tres mesos, amb el Consell considerant que l'equip d'avançada s'incorporaria en una missió d'observació de les Nacions Unides si s'estableix tal missió. Un informe del secretari general Boutros Boutros-Ghali que anticipa la proposta de creació d'una missió d'observació, incloses les seves despeses financeres i un marc temporal i la projectada conclusió de l'operació. La Missió d'Observació de les Nacions Unides a Geòrgia es va establir a la resolució 858.